# Orchymontia curvipes
Orchymontia curvipes är en skalbaggsart som beskrevs av Ron Garth Ordish 1984. Orchymontia curvipes ingår i släktet Orchymontia och familjen vattenbrynsbaggar. Inga underarter finns listade i Catalogue of Life.